# 슈렉 2
《슈렉 2》(영어: Shrek 2)는 2004년에 개봉된 슈렉 시리즈의 두번째 시리즈이자, 드림웍스 애니메이션이 설립되면서 제작된 최초의 장편 애니메이션이다. 개봉 이후 전 세계적으로 $919,838,758의 수익을 거두어 시리즈 최고 흥행작이 되었다.

## 줄거리
신혼여행에서 돌아온 슈렉과 피오나 부부에게 피오나의 부모님인 겁나먼 왕국 (Kingdom of Far Far Away)의 국왕 부부로부터 결혼 축하연 초대장이 도착한다. 피오나는 망설이는 슈렉을 설득해 동키와 함께 겁나먼 왕국으로 향하고, 오랜 여정 끝에 머나먼 왕국 궁전에 도착한다.
슈렉 부부를 환영하기 위해 나온 국왕 부부와 겁나먼 왕국의 국민들은, 오거로 변한 피오나와 그의 남편 슈렉을 보고 당황하고, 특히 피오나의 아버지 해럴드 왕은 슈렉을 못마땅해한다. 슈렉과 피오나를 위해 준비된 성대한 만찬 자리에서 해럴드 왕과 슈렉의 갈등은 폭발하고, 이에 좌절한 피오나는 자신의 방에 들어가 문을 잠근다.
한편, 해럴드 왕은 요정 대모와 그녀의 아들 차밍 왕자에게 불려간다. 요정 대모는 해럴드 왕에게 피오나와 챠밍 왕자를 결혼시키기로 했던 옛 약속을 상기시키고 자신의 마법을 이용해 차밍 왕자가 피오나와 결혼할 수 있는 방법을 찾아오라고 해럴드 왕을 위협한다. 이에 해롤드 왕은 다음날 슈렉과 동키를 함께 사냥을 나가자고 꾀어내고, 그 둘에게 암살자 장화 신은 고양이를 붙인다.
하지만 장화 신은 고양이의 암살 시도는 실패하고, 오히려 슈렉을 주인으로 모시게 된다. 고양이로부터 해롤드 왕이 자신을 죽이려 한단 사실을 듣게 된 슈렉은 해럴드 왕의 인정을 받고 피오나를 행복하게 해주기 위해 요정 대모에게 도움을 청하지만 요정 대모는 오거는 행복하게 살아선 안 된다며 야멸차게 거절한다. 하지만 슈렉 일행은 요정 대모의 물약 창고에 숨어들어가고, ‘오래오래 행복하게 사는’ 물약을 훔쳐내 슈렉은 매력적인 금발 청년으로, 동키는 흰색 종마로 변신한다.
하지만 오히려 요정 대모는 이를 이용해 챠밍 왕자를 슈렉인 척 성으로 들여보내고, 슈렉에게는 이미 피오나와 챠밍 왕자가 사랑에 빠졌다고 속여 늪지대로 돌아가라고 한다. 늪으로 돌아가던 슈렉은 우연히 요정 대모가 해럴드 왕에게 사랑의 물약을 피오나에게 먹여 피오나가 처음으로 키스하는 사람과 사랑에 빠지도록 하라고 협박하는 것을 듣게 되지만, 요정 대모에게 들키고 말아 동키와 장화 신은 고양이와 함께 감옥에 갇힌다.
피오나와 슈렉을 위한 결혼 축하연이 시작되고, 피오나는 슈렉 행세를 하는 챠밍 왕자와 연회장에 들어선다. 한편, 슈렉은 진저브레드맨과 같은 친구들의 도움으로 감옥에서 빠져 나와 성 안에 들어가는 데 성공한다. 슈렉이 들어온 것을 본 챠밍은 재빨리 피오나에게 키스하지만, 피오나의 사랑을 얻기는커녕 박치기를 당해 나가떨어진다. 해럴드 왕이 피오나에게 사랑의 물약을 먹이지 않았다는 사실을 알고 격분한 요정 대모는 슈렉에게 주문을 걸지만, 해럴드 왕이 막아서고, 그의 갑옷에 맞은 주문은 튕겨나가 요정 대모에게 적중한다. 요정 대모는 거품이 되어 사라지고, 쓰러진 해럴드 왕의 갑옷 속에서는 개구리 한 마리가 튀어나온다. 해럴드 왕은 자신은 원래 개구리이며, 요정 대모의 마법으로 인간 행세를 했다는 사실을 모두 고백하고, 왕비와 피오나, 슈렉에게 용서를 구한다.
한편 슈렉은 자신이 먹은 ‘오래오래 행복하게 사는’ 물약의 효과가 지속되도록 하기 위해 피오나에게 자신을 키스해달라고 하지만, 피오나는 자신이 결혼한 오거와 여생을 보내고 싶다며 키스할 것을 거절한다. 슈렉은 오우거로 돌아가고, 동키와 장화 신은 고양이가 부르는 ‘Livin’ la Vida Loca’와 함께 결혼 축하연은 다시 시작된다.

## 목소리 성우(극장/KBS)
- 장광 - 슈렉(마이크 마이어스)
- 이인성 - 동키(에디 머피)
- 김옥경 - 피오나(카메론 디아즈)
- 이봉준(극장)/홍시호(KBS) - 장화신은 고양이(안토니오 반데라스)
- 장승길 - 국왕(존 클리즈)
- 성선녀(극장)/이향숙(KBS) - 여왕(줄리 앤드루스)
- 안경진 - 대모 요정(제니퍼 사운더스)
- 최원형(극장)/김승준(KBS) - 챠밍 왕자(루퍼트 에버렛)
- 한호웅 - 과자 인간(콘래드 버논)
- 류다무현/변현우(KBS) - 피노키오(코디 캐머런)
- 서문석(극장) - 가이드
- 김순영(KBS) - 직원(켈리 코니)
- 이기연(KBS) - 개구리(웬디 빌란스키)
- 이원준(KBS) - 못난이 언니(래리 킹)
- 이장원(KBS) - 머핀(콘래드 버논)
- 임채헌(KBS) - 늑대(아론 워너)